# Vilho Petter Nenonen
Vilho Nenonen (teljes nevén Wilho Petter Nenonen; Kuopio, 1883. március 6. – Helsinki, 1960. február 17.) finn tüzértábornok volt, a finn hadseregben szolgált, valamint az orosz cári hadseregben. Őt tartják a finn tüzérség legjelentősebb fejlesztőjének, „atyjának”.

## Életpályája
Vilho Nenonen 11 évesen ment kadétiskolába, Haminába. Érdekelte a tüzérség, mindent elolvasott e témában, amire csak rátette a kezét. 18 évesen a matematikában tehetséges Nenonent felvették a pétervári középfokú Mihail Tüzérségi Iskolába.
1904 februárjában kitört az Oroszország és Japán közötti háború. Nenonen alhadnagy, illetve ütegfél-vezető 1905 augusztusában érkezett meg Mandzsúriába, éppen a békekötés előtt. Nenonen majdnem odaért első háborújába.
Fiatal tisztként Nenonen a nagyra tartott Mihailov Tüzérségi Akadémián tanult Pétervárott, és később orosz csapatokban vett részt az első világháborúban. 
A finn polgárháborúban 1918-ban Nenonen ezredes a tüzérség felügyelőjeként működött. A téli háború előtt fejlesztette ki a tűzirányítási kártyát, ami jelentősen megkönnyítette a tűzirányító tevékenységét. A folytatólagos háború lőállásai számára fejlesztették ki az átállításszámítót, amely lehetővé tette a finn sikert a tali–ihantalai harcokban.

## A téli háborúban
A téli háborúban Nenonen fegyvertervezési vezetőként működött, és fegyverbeszerzési útra az Egyesült Államokba vezényelték. A téli háború tanulságos tapasztalat volt a finn tüzérség számára. Vétettek hibákat, és megfizettek értük. A finn tüzérség gyakran képtelen volt a feladatra, amit Nenonen nyomatékosított, tehát a támadás támogatására. Az éleslövészeti gyakorlatokon táborozva többnyire azt gyakorolták, amit már megtanultak, a lövészetet. 
Gond volt az elavult és tiritarka felszerelés. Finnországnak december elején, 1939-ben, 444 ágyúja volt. A legrégibb 1877-es modell volt, a legújabb 1934-es. Ezen kívül, Nenonen számos kezdeményezésétől függetlenül, a "világ legtiritarkább tüzérsége" teljesen elhanyagolta a lőszerellátást. 
Szinte egyetlen lövedékforrásként az oroszok által hátra hagyott lőszerraktárak szolgáltak. Egy hétnyi harc után szigorú utasításba kényszerültek adni a tüzelés leszabályozását. Néha a célterületre csak 4-8 gránátot lőttek ki. E téli fagyokban a gyutacsműködés nem volt megbízható.
Az ipari létesítmények csak 1939. november 30-án kaptak parancsot további lövedékek gyártására. A téli háború befejeződésekor a termelés napi 2500 gránát volt, a fronton pedig napi 8000 lövésre lett volna szükség.
Nenonen Egyesült Államokba tett fegyverbeszerzési útja nehéz volt. Nem adhattak el fegyvereket háborúban álló országnak, bár Brewster Buffalókat sikerült beszerezni. A fegyvereket és lőszereket csakis a háború után szállították le. Volt köztük 200 darab 75 mm-es könnyű tábori löveg és 32 darab 203 mm-es nehéz tábori tarack; lőszerestől.

## A folytatólagos háborúban
Nenonent ismét kinevezték tüzérségi felügyelővé 1940 őszén. Amikor az újabb háború 1941 júniusában kitört, a hadseregnek több mint 1000 ágyú állt rendelkezésére. A háború elején az ágyúk száma "szinte magától" növekedett, mivel bőségesen volt hadizsákmány. 1942 nyarára Finnország 800 ágyút zsákmányolt. A németektől figyelemre méltó számban vásároltak Franciaországban zsákmányolt ágyúkat. Továbbá a Tampella Bofors licenc alatt legyártott 140 modern 105 mm-es tábori tarackot. Kezdett is gonddá válni a tüzérségi felszerelés hallatlan modell- és kaliberbeli tiritarkasága, ami megnehezítette többek között a termelést és a hadtápot. 
Az 1944-es nyári védelmi harcokban a tüzérség minőségileg és mennyiségileg teljesen más szinten volt, mint három évvel előzőleg. A tüzérség létszám 50 000 fő volt. A döntő tali-ihantalai harcokban június 30-tól július 7-ig a finn tüzérség 7 négyzetkilométernyi fókuszterületre akár 250 ágyú tüzét is összpontosíthatta. Hasonló példa nem volt a világon. 

## A harcok elcsendesedtével...
A főparancsnok személyesen adta át a Mannerheim keresztet Nenonennek 1945. január 8-án.
Nenonen 1947. február 15-i kezdőlegesítést kérve nyújtotta be lemondását beosztásáról. 

## Fordítás
- Ez a szócikk részben vagy egészben  a   Vilho Nenonen című finn Wikipédia-szócikk ezen változatának fordításán alapul.  Az eredeti cikk szerkesztőit annak laptörténete sorolja fel. Ez a jelzés csupán a megfogalmazás eredetét és a szerzői jogokat jelzi, nem szolgál a cikkben szereplő információk forrásmegjelöléseként.